# Distretto di Ardeşen

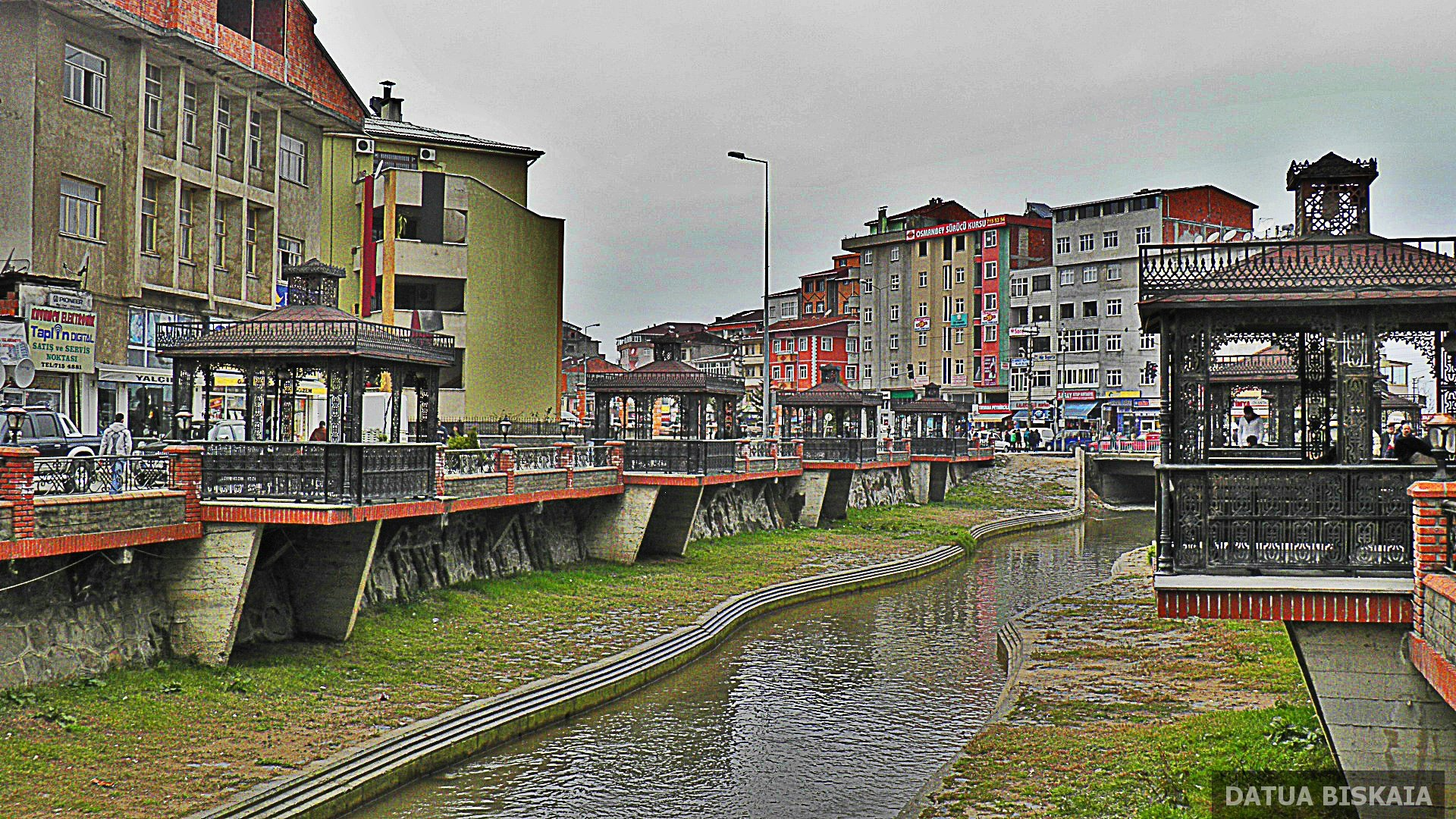
Ardeşen city centre

Il distretto di Ardeşen (in turco Ardeşen ilçesi) è uno dei distretti della provincia di Rize, in Turchia.